# Saint-Martin-de-Bonfossé
Pour les articles homonymes, voir Saint-Martin.
Saint-Martin-de-Bonfossé est une commune française, située dans le département de la Manche en région Normandie, peuplée de 536 habitants.

## Géographie
La commune est en Pays saint-lois. Son bourg est à 3 km au sud de Canisy, à 10 km au sud-ouest de Saint-Lô, à 10 km à l'est de Cerisy-la-Salle et à 12 km à l'ouest de Condé-sur-Vire.
Saint-Martin-de-Bonfossé est très majoritairement dans le bassin de la Vire, par deux de ses affluents prenant leurs sources sur le territoire : la Joigne à l'ouest et l'Hain à l'est. Ce dernier, naissant près de la limite orientale sous le nom de ruisseau de la Vache Brune, reçoit au-delà des limites communales les eaux de quatre affluents ou sous-affluents saint-martinais, dont le ruisseau de la Planche Féron. La Joigne, qui sort très vite de la commune en aval de sa source, est rejointe plus au nord par le ruisseau des Bois qui, assisté d'un affluent, collecte les eaux de la partie occidentale, notamment de l'ancienne commune de Saint-Sauveur. Une petite partie, la pointe au sud du bois de Soulles, est dans le bassin de la Sienne par un petit affluent de la Soulles.
Le point culminant (168 m) se situe en limite au sud, dans le bois de Soulles. Le point le plus bas (64 m) correspond à la sortie du ruisseau des Bois du territoire, au nord. La commune est bocagère.
La commune est structurée en plusieurs hameaux : Saint-Martin-de-Bonfossé (le bourg), Esnée, la Crosnerie, la Pilauderie, le Vert Pignon, la Charbonnière, Hôtel Simon, la Hardière, la Chouquais, la Montpinchonnière, la Croix Genest, Guernet, le Caillouet, la Gerbaissière, le Plantin, la Dentuyère, Bonfossé, Saint-Sauveur de Bonfossé, la Ferme du Bois, la Gonterie, Larsonneur, la Duranderie, la Hennequière, la Desvagerie, le Bois Oger, Réaucourt, Cauchard, Coulleray, la Métairie, le Parc, la Vieille Cavée, la Chaire au Diable, les Sablonnières, le Landais, la Maufraisière, la Croix à la Main, le Quesnot (dont un château), la Lande, la Rivière, le Vivier, la Planche Féron, l'Hôtel Dispos, l'Hôtel Coutey, Ferme de l'Acquerie, Cauchois, Hamel Vieillard, la Vache Brune.
Au sud, les bois de Saint-Sauveur et de Soulles.
| Quibou | Canisy                   | Canisy (comm. dél. de Saint-Ébremond-de-Bonfossé)            |
| Dangy  | Saint-Martin-de-Bonfossé | Bourgvallées (comm. dél. de Saint-Samson-de-Bonfossé)        |
| Dangy  | Soulles                  | Moyon-Villages (comm. dél. du Mesnil-Opac), Le Mesnil-Herman |

### Hydrographie
La commune est située dans le bassin Seine-Normandie. Elle est drainée par la Joigne, l'Hain, le cours d'eau 01 de l'Étang Lévêque, le cours d'eau 03 de l'Étang Lévêque, le fossé 01 de l'Hôtel Brohier, le fossé 04 de la Vauterie, le fossé 04 du Château de la Motte, le ruisseau de la Planche Feron et le ruisseau des Bois,,.
La Joigne, d'une longueur de 13 km, prend sa source dans la commune  et se jette  dans la Vire en limite de Canisy et de Saint-Lô, après avoir traversé six communes. 

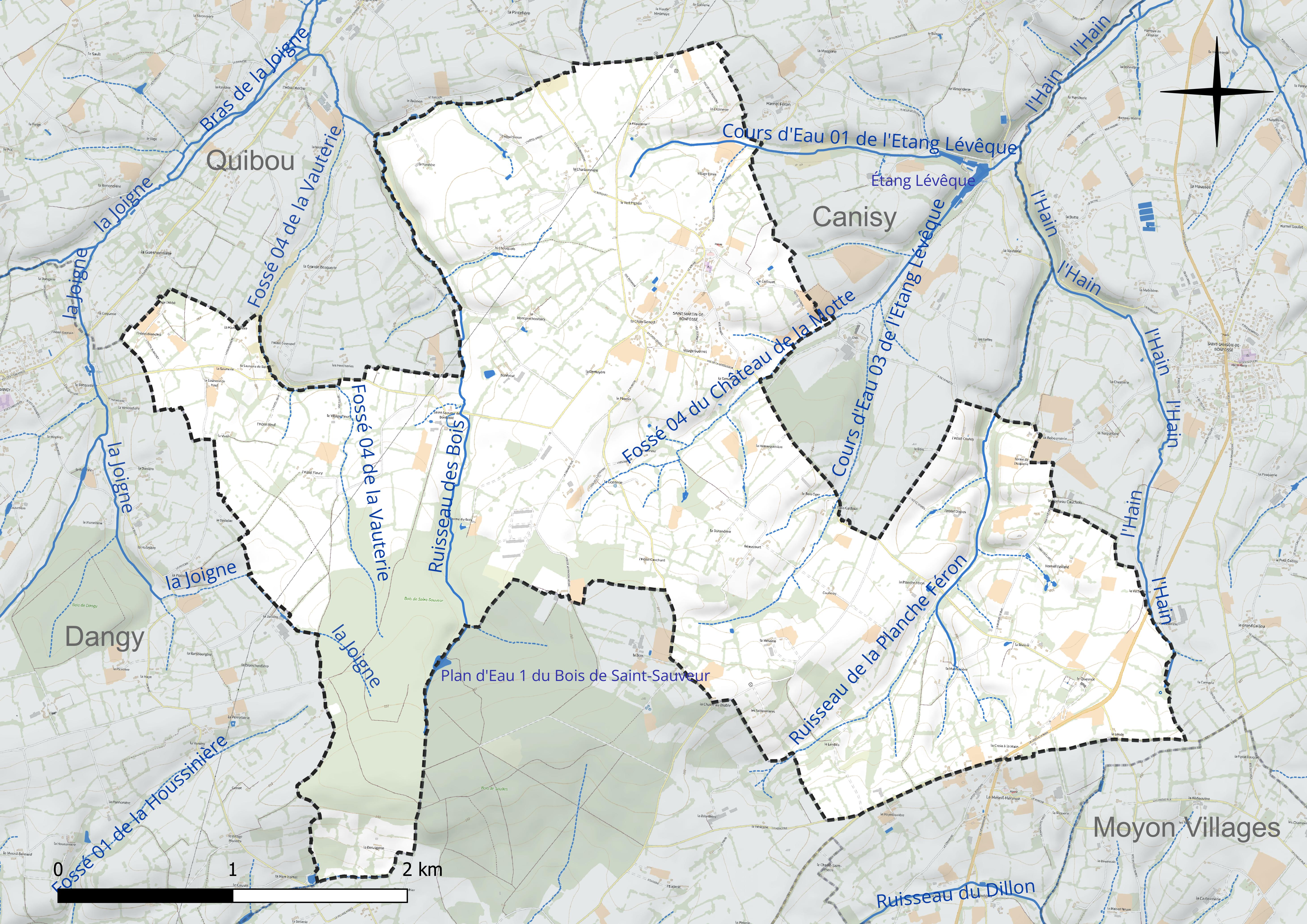
Réseau hydrographique de Saint-Martin-de-Bonfossé.

Un plan d'eau complète le réseau hydrographique : le plan d'eau 1 du Bois de Saint-Sauveur, d'une superficie totale de 0,6 ha (0,2 ha sur la commune),.

### Climat
Pour des articles plus généraux, voir Climat de la Normandie et Climat de la Manche.
En 2010, le climat de la commune est de type climat océanique franc, selon une étude du CNRS s'appuyant sur une série de données couvrant la période 1971-2000. En 2020, Météo-France publie une typologie des climats de la France métropolitaine dans laquelle la commune est exposée à un climat océanique et est dans la région climatique  Normandie (Cotentin, Orne), caractérisée par une pluviométrie relativement élevée (850 mm/a) et un été frais (15,5 °C) et venté. Parallèlement le GIEC normand, un groupe régional d’experts sur le climat, différencie quant à lui, dans une étude de 2020, trois grands types de climats pour la région Normandie, nuancés à une échelle plus fine par les facteurs géographiques locaux. La commune est, selon ce zonage, exposée à un « climat contrasté des collines », correspondant au Bocage normand, bien arrosé, voire très arrosé sur les reliefs les plus exposés au flux d’ouest, et frais en raison de l’altitude.
Pour la période 1971-2000, la température annuelle moyenne est de 10,6 °C, avec une amplitude thermique annuelle de 12 °C. Le cumul annuel moyen de précipitations est de 1 053 mm, avec 14,6 jours de précipitations en janvier et 8,9 jours en juillet. Pour la période 1991-2020, la température moyenne annuelle observée sur la station météorologique la plus proche, située sur la commune de Cerisy-la-Salle à 9 km à vol d'oiseau, est de 11,5 °C et le cumul annuel moyen de précipitations est de 1 112,5 mm,. Pour l'avenir, les paramètres climatiques de la commune estimés pour 2050 selon différents scénarios d’émission de gaz à effet de serre sont consultables sur un site dédié publié par Météo-France en novembre 2022.

## Urbanisme

### Typologie
Au 1er janvier 2024, Saint-Martin-de-Bonfossé est catégorisée commune rurale à habitat dispersé, selon la nouvelle grille communale de densité à sept niveaux définie par l'Insee en 2022.
Elle est située hors unité urbaine. Par ailleurs la commune fait partie de l'aire d'attraction de Saint-Lô, dont elle est une commune de la couronne,. Cette aire, qui regroupe 63 communes, est catégorisée dans les aires de 50 000 à moins de 200 000 habitants,.

### Occupation des sols
L'occupation des sols de la commune, telle qu'elle ressort de la base de données européenne d’occupation biophysique des sols Corine Land Cover (CLC), est marquée par l'importance des territoires agricoles (87,7 % en 2018), une proportion identique à celle de 1990 (87,7 %). La répartition détaillée en 2018 est la suivante : prairies (64,6 %), terres arables (15,1 %), forêts (9,6 %), zones agricoles hétérogènes (7,9 %), zones urbanisées (2,8 %). L'évolution de l’occupation des sols de la commune et de ses infrastructures peut être observée sur les différentes représentations cartographiques du territoire : la carte de Cassini (XVIIIe siècle), la carte d'état-major (1820-1866) et les cartes ou photos aériennes de l'IGN pour la période actuelle (1950 à aujourd'hui).

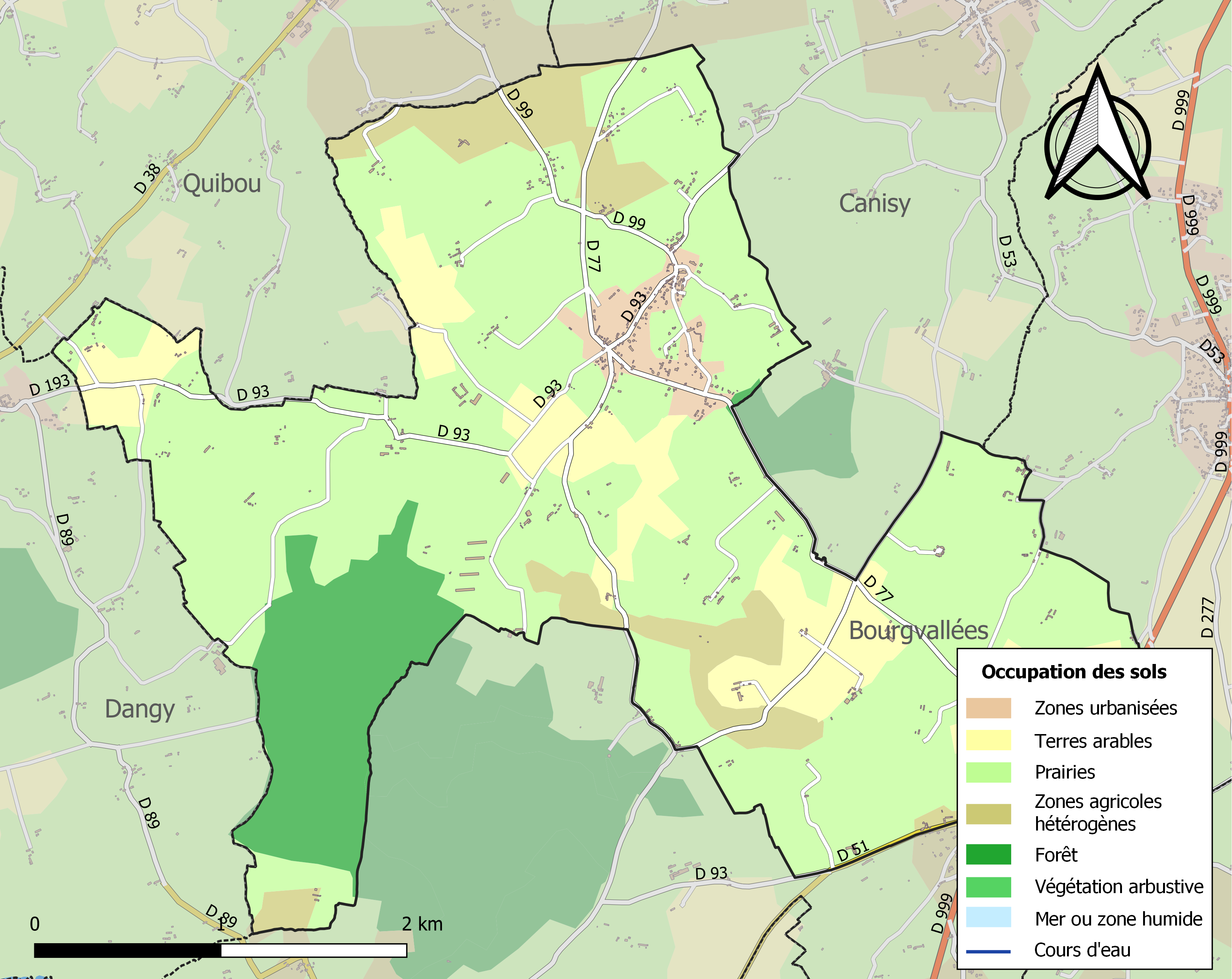
Carte des infrastructures et de l'occupation des sols de la commune en 2018 (CLC).

## Toponymie
Le nom de la localité est attesté sous la forme eclesia Sancti Martini de Bono Fossaw en 1332.
La paroisse est dédiée à Martin de Tours, évêque de Tours au IVe siècle.
Selon René Lepelley, Bonfossé fait référence à un fossé de fortification.
Le gentilé est Saint-Martinais.

## Histoire
Le premier seigneur connu est Jean de Soule, seigneur de Bonfossé et de Carantilly, qui accompagna le duc de Normandie, Robert Courteheuse, à la première croisade en 1096.
Au XVIe siècle, c'est Jean de Gourfaleur qui est seigneur de Bonfossé, et est nommé, en 1584, gouverneur de Saint-Lô par le maréchal de Matignon, et qui prit en 1592, le parti de la Ligue.
En 1832, Saint-Martin-de-Bonfossé (766 habitants en 1831) absorbe Saint-Sauveur-de-Bonfossé (126 habitants) au sud-ouest du territoire.
Le village est libéré le 26 juillet 1944.

## Politique et administration
| Période                                                                                | Période      | Identité                        | Étiquette | Qualité                         |
| -------------------------------------------------------------------------------------- | ------------ | ------------------------------- | --------- | ------------------------------- |
|                                                                                        |              | Pierre Coulleray                |           |                                 |
| …1792                                                                                  |              | Pierre Douchin                  |           |                                 |
| …1795                                                                                  | 1798         | Pierre Blanchet                 |           |                                 |
| 1798                                                                                   | 1799         | Ch. Dominique Godard            |           |                                 |
|                                                                                        | 1799…        | Guillaume Thomas Osmond         |           |                                 |
| …1800                                                                                  | 1807         | Pierre Letouzé                  |           |                                 |
| 1807                                                                                   | 1830         | Étienne François Joseph Bernard |           |                                 |
| 1830                                                                                   | 1845         | Louis Joseph Coulleray          |           |                                 |
| 1845                                                                                   | 1861         | Isidore Leconte                 |           |                                 |
| 1861                                                                                   | 1866         | Joseph Blanchet                 |           |                                 |
| 1866                                                                                   | 1870         | Ange Leconte                    |           |                                 |
| 1870                                                                                   | 1876         | Ange Blanchet                   |           |                                 |
| 1876                                                                                   | 1901         | Léon Yver de la Vigne-Bernard   |           | Propriétaire Conseiller général |
| 1901                                                                                   | 1909         | Pierre Meslin                   |           |                                 |
| 1909                                                                                   | 1912         | Louis Quesnel                   |           |                                 |
| 1912                                                                                   | 1916         | Pierre Fossard                  |           |                                 |
| 1919                                                                                   | 1926         | Jules Guénier                   |           |                                 |
| 1926                                                                                   | 1943         | Alfred Dyvrande                 |           |                                 |
| 1943                                                                                   | 1979         | Michel Yver de la Vigne-Bernard | RI        | Éleveur, sénateur               |
| 1979                                                                                   | 1995         | Henri Yver de la Vigne-Bernard  |           |                                 |
| 1995                                                                                   | 2002         | Claude Levilly                  | SE        |                                 |
| sept. 2002                                                                             | mars 2008    | Marcel Bottin                   | SE        | Agriculteur                     |
| mars 2008                                                                              | mars 2014    | Yolande Briault-Hébert          | SE        | Dame de compagnie               |
| mars 2014                                                                              | juillet 2020 | Yann Brun                       | SE        | Directeur IPE Environnement     |
| juillet 2020                                                                           | En cours     | Jean-Paul Payrastre             | SE        | Cadre retraité                  |
| Une partie des données est issue d'une liste établie par Jean Pouëssel et Guy de Gand. |              |                                 |           |                                 |

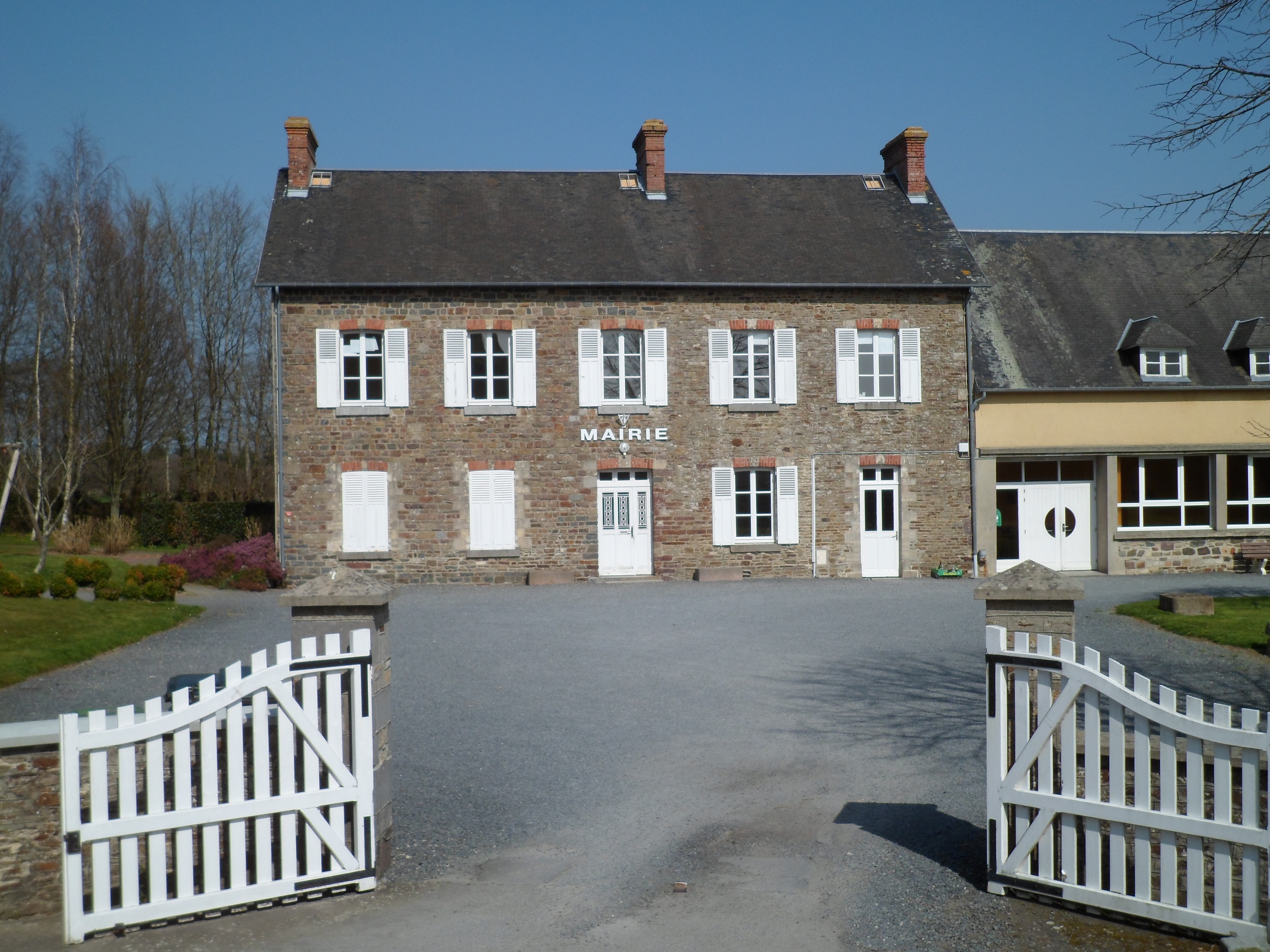
La mairie.

Le conseil municipal est composé de quinze membres dont le maire et deux adjoints.

## Démographie
L'évolution du nombre d'habitants est connue à travers les recensements de la population effectués dans la commune depuis 1793. Pour les communes de moins de 10 000 habitants, une enquête de recensement portant sur toute la population est réalisée tous les cinq ans, les populations de référence des années intermédiaires étant quant à elles estimées par interpolation ou extrapolation. Pour la commune, le premier recensement exhaustif entrant dans le cadre du nouveau dispositif a été réalisé en 2004.
En 2022, la commune comptait 536 habitants, en évolution de +0,94 % par rapport à 2016 (Manche : −0,31 %, France hors Mayotte : +2,11 %).
Saint-Martin-de-Bonfossé a compté jusqu'à 884 habitants en 1836 à la suite de la fusion, mais les communes de Saint-Martin-de-Bonfossé et Saint-Sauveur-de-Bonfossé totalisaient 1 011 habitants en 1806 (respectivement 849 et 162).
| 1793 | 1800 | 1806 | 1821 | 1831 | 1836 | 1841 | 1846 | 1851 |
| ---- | ---- | ---- | ---- | ---- | ---- | ---- | ---- | ---- |
| 655  | 545  | 849  | 792  | 766  | 884  | 828  | 800  | 803  |

| 1856 | 1861 | 1866 | 1872 | 1876 | 1881 | 1886 | 1891 | 1896 |
| ---- | ---- | ---- | ---- | ---- | ---- | ---- | ---- | ---- |
| 810  | 814  | 800  | 801  | 793  | 741  | 767  | 707  | 684  |

| 1901 | 1906 | 1911 | 1921 | 1926 | 1931 | 1936 | 1946 | 1954 |
| ---- | ---- | ---- | ---- | ---- | ---- | ---- | ---- | ---- |
| 693  | 685  | 628  | 571  | 596  | 610  | 604  | 626  | 599  |

| 1962 | 1968 | 1975 | 1982 | 1990 | 1999 | 2004 | 2006 | 2009 |
| ---- | ---- | ---- | ---- | ---- | ---- | ---- | ---- | ---- |
| 501  | 504  | 455  | 517  | 551  | 500  | 520  | 536  | 540  |

| 2014 | 2019 | 2022 | - | - | - | - | - | - |
| ---- | ---- | ---- | - | - | - | - | - | - |
| 529  | 526  | 536  | - | - | - | - | - | - |

| 1793 | 1800 | 1806 | 1821 | 1831 |
| ---- | ---- | ---- | ---- | ---- |
| 124  | 122  | 162  | 142  | 126  |

## Lieux et monuments

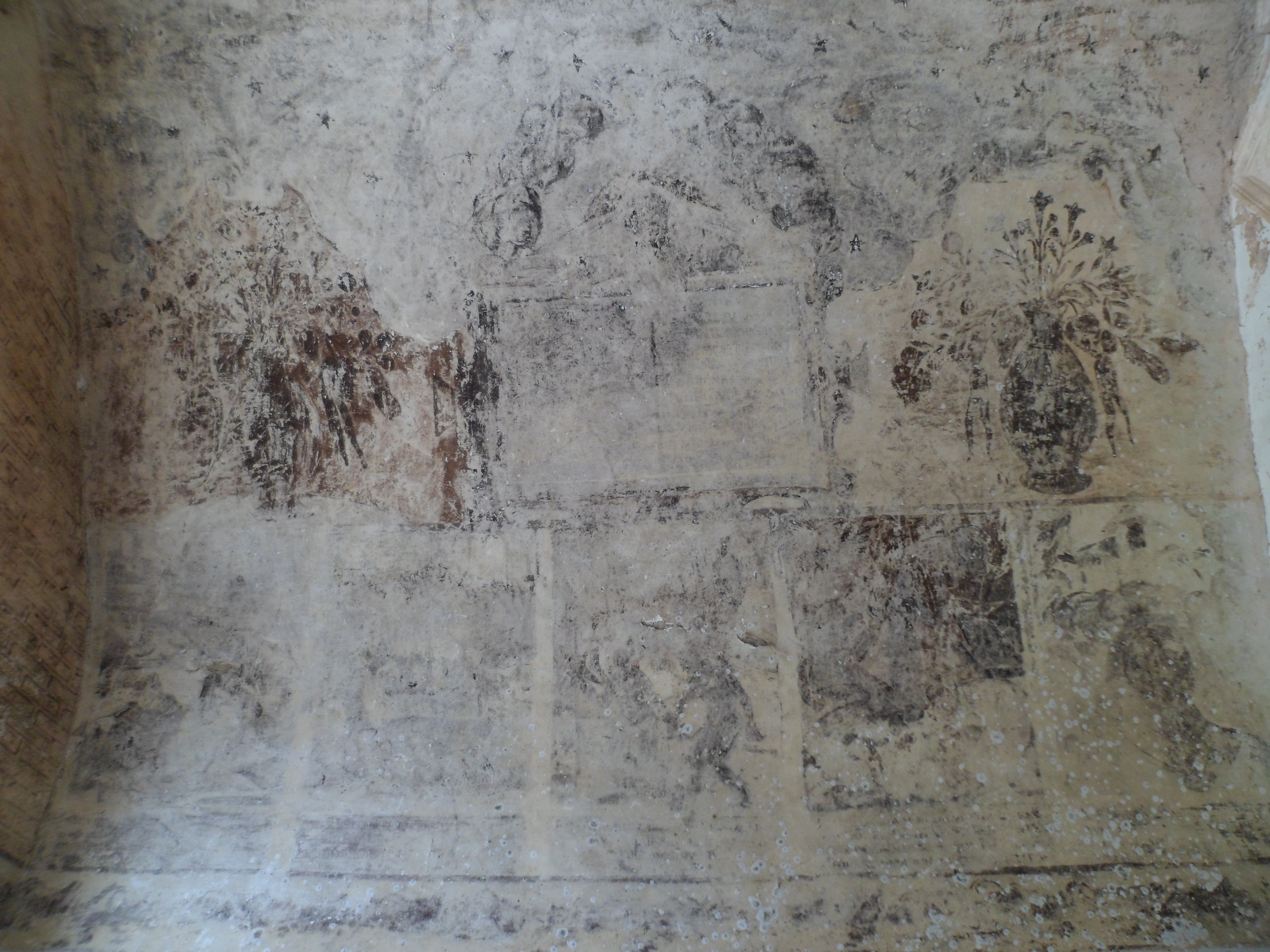
Peintures murales.

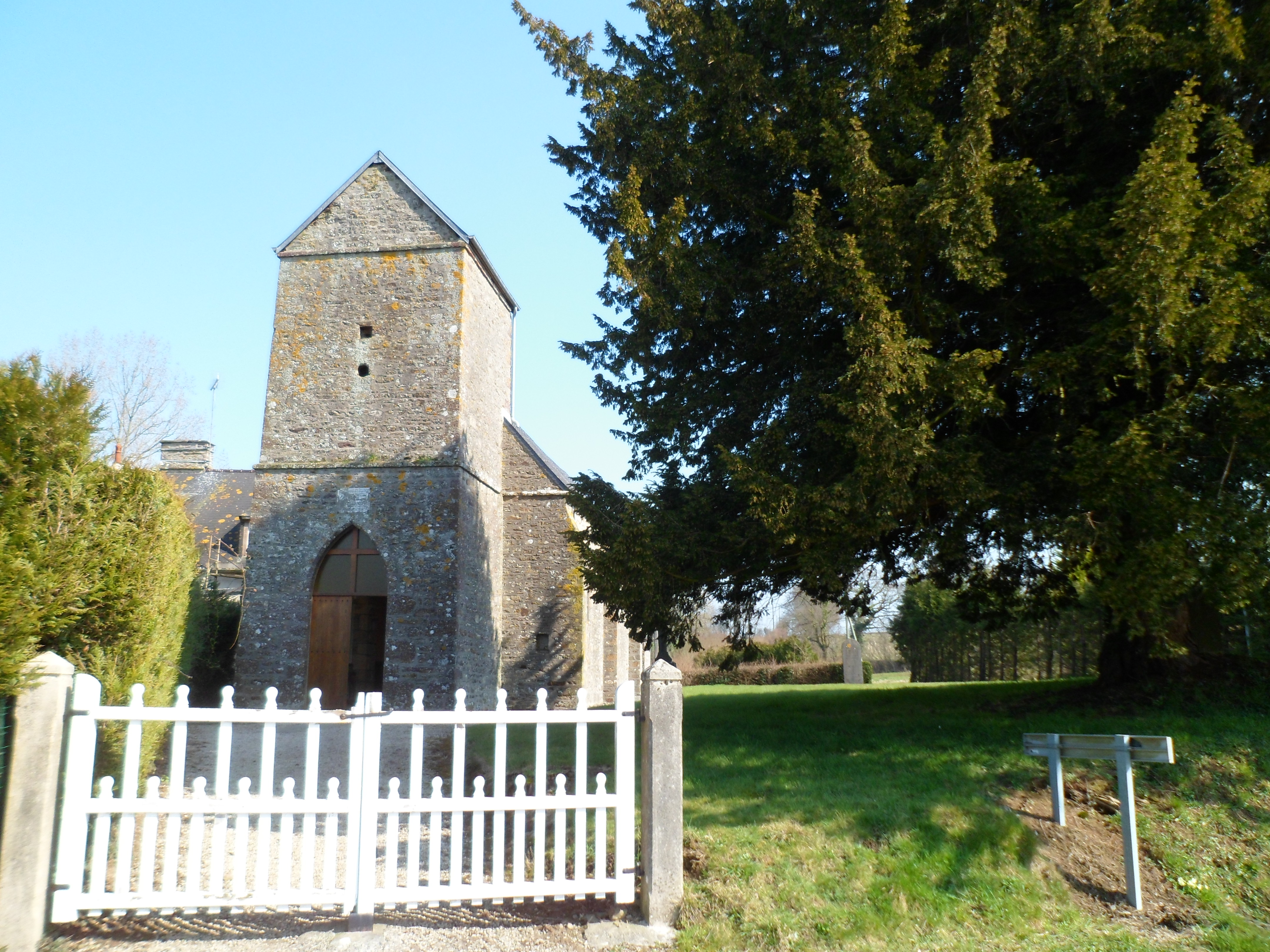
Église de Saint-Sauveur-de-Bonfossé.

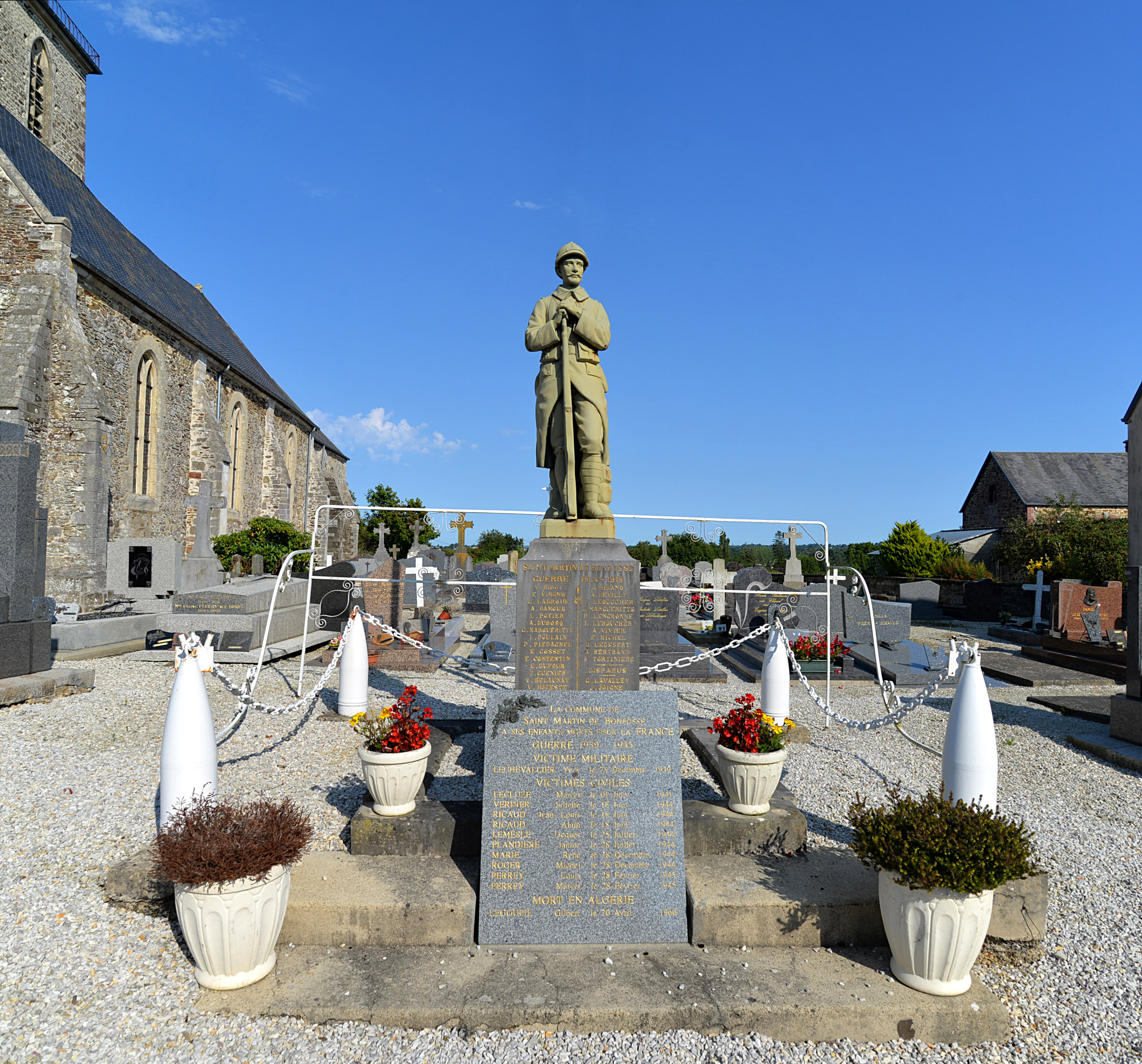
Le monument aux morts.

- Église Saint-Martin des XIIIe, XVIIe – XVIIIe siècles, avec un avant-porche en façade, inscrite au titre des monuments historiques par arrêté du 21 décembre 1994[43]. L'édifice abrite un ensemble maître-autel-retable-tabernacle-statues avec baldaquin et gradin, du XVIIIe siècle, des sculpteurs Pinel de la Croix et Pinel du Hamel, classé au titre objet[44], ainsi qu'un chapier du XVIIIe, des fresques du XVIIe sous la porte d'entrée et sept dalles funéraires dont celle de Jacqueline du Hamel (1595) et celle de Nicolas Ameline, curé de Saint-Martin-de-Bonfossé, chapelain de la Motte-Levesque, aumônier de Jacques II de Matignon, maréchal de France avec une épitaphe de 1611, date de sa mort[30].
- Église Saint-Sauveur de Bon-Fossé (XIe, XVIIe – XVIIIe siècles). Un peu partout, les pierres sont assemblées selon une disposition appelée en « feuilles de fougère » ou « arête-de-poisson » (opus spicatum)[45]. Elle abrite notamment la pierre tombale armoriée de Roulland de Gourfaleur et de son épouse Jacqueline de Conteville (XVIe siècle)[30], un maître-autel du XVIIIe, une Vierge à l'Enfant couronnée du XVIe, une verrière du XXe de Mauméjean[30].
- Calvaire de la Mission (1880) au village Guernet.
- Croix de cimetière de Saint-Sauveur (1657) et Saint-Martin (XIXe siècle).
- Manoir de Bonfossé des XVe et XVIIe siècles avec sa chapelle (XVIe siècle), inscrit au titre des monuments historiques par arrêté du 25 février 2003[46]. Il est la possession en 2021 de la famille Chenel[47].
- Manoir de la Rivière (XVIe – XXe siècle).
- Manoir du Quesnot (XVIIe – XIXe siècles).
- Le monument aux morts, situé dans le cimetière. Il est surmonté de la statue du Poilu au repos, réalisée par Étienne Camus.
- Stèle du 50e anniversaire de la Libération.

## Personnalités liées à la commune
- Michel Yver (1907-1979), éleveur à Saint-Martin-de-Bonfossé, puis sénateur, conseiller général et maire.
- Sophie Duval, Miss Normandie 2012, originaire de Saint-Martin-de-Bonfossé[48].